# Río Rhin
El Rhin es un río de 125 kilómetros de longitud en el estado de Brandeburgo, Alemania, tributario por la derecha del río Havel. Fluye a través de la ciudad de Neuruppin formando numerosos canales. A pocos kilómetros río abajo de Rhinow confluye con el Havel, aproximadamente 20 kilómetros aguas arriba del punto en el que el Havel se encuentra con el Elba.
|                                   |
| A su paso por Neuruppin-Zermützel |

|                                         |
| El Wustrauer Rhin en Fehrbellin-Wustrau |

|                                 |
| El Wustrauer Rhin en Fehrbellin |

|                                      |
| El Bützrhin cerca de Fehrbellin-Wall |

- Wikimedia Commons alberga una categoría multimedia sobre Río Rhin.

- Datos: Q21198444
- Multimedia: Rhin / Q21198444